# Acroneuria carolinensis
Acroneuria carolinensis is een steenvlieg uit de familie borstelsteenvliegen (Perlidae). De wetenschappelijke naam van de soort is voor het eerst geldig gepubliceerd in 1905 door Banks.